# Calameuta filum
Calameuta filum är en stekelart som först beskrevs av Gussakovskij 1935.  Calameuta filum ingår i släktet Calameuta, och familjen halmsteklar. Enligt den finländska rödlistan är arten nära hotad i Finland. Arten har ej påträffats i Sverige. Artens livsmiljö är friska gräsmarker.